# Swanton (Nebraska)
Swanton è un comune degli Stati Uniti d'America, situato nello Stato del Nebraska, nella contea di Saline.